# Pinchas Goldschmidt
Pinchas Goldschmidt (n. 21 iulie 1963, Zürich, cantonul Zürich, Elveția) este un rabin elvețian, cunoscut și ca un savant religios și lider al comunității evreiești. A fost rabin-șef al Moscovei, Rusia, din 1993 până în 2022, slujind la Sinagoga Corală din Moscova. De asemenea, a fondat și a condus Tribunalul Rabinic din Moscova al Comunității Statelor Independente (CSI) din 1989. Începând din 2011, Goldschmidt a ocupat funcția de președinte al Conferinței Rabinilor Europeni (CER), care reunește peste șapte sute de rabini comunitari, din Dublin, Irlanda, până în Habarovsk, în Orientul Îndepărtat Rus.
În urma intensificării represiunii politice în Rusia în 2022, în contextul războiului ruso-ucrainean, Pinchas Goldschmidt a atras atenția internațională prin recomandarea sa ca toți evreii care locuiesc în Rusia să părăsească țara pentru propria siguranță și securitate. Ulterior, a devenit primul rabin desemnat ca agent străin de către Rusia, ca urmare a opoziției sale față de război.

## Biografie
Goldschmidt s-a născut în Zürich, într-o familie care trăia în Elveția de patru generații. În 1989, a ajuns în Rusia, unde a lucrat pentru a reînvia viața comunitară evreiască, inclusiv prin crearea de școli, un tribunal rabinic, o societate funerară, cantine cu mâncare kosher, școli rabinice și structuri politice de tip umbrelă, precum Congresul Evreiesc Rus și Congresul Organizațiilor și Asociațiilor Religioase Evreiești din Rusia (CJROAR). În 1990, a elaborat, împreună cu Ministerul de Interne al Israelului, ghidurile pentru reconfirmarea evreilor care și-au ascuns identitatea evreiască în timpul perioadei sovietice.
El a susținut discursuri în fața Senatului SUA, Parlamentului UE, Consiliului Europei, Knessetului israelian, Comisiei "Neeman" a prim-ministrului israelian Netanyahu, Universității Oxford, Conferinței de la Berlin privind antisemitismul a Organizației pentru Securitate și Cooperare în Europa, și Universității Harvard, discutând despre starea comunității evreiești și amenințările la adresa acesteia.
În ianuarie 2005, cinci sute de persoane, inclusiv redactori de ziare, intelectuali publici și nouăsprezece deputați ai Dumei, au publicat un apel adresat Procurorului General al Rusiei, solicitând închiderea vieții evreiești organizate din Rusia. Ulterior, o emisiune televizată cu apeluri telefonice, la care au participat 100.000 de persoane, a relevat că 54% dintre participanți susțineau ideea interzicerii tuturor organizațiilor evreiești din Rusia. Goldschmidt a scris un răspuns adresat lui Dmitri Rogozin, liderul partidului naționalist Rodina (Patria), care ulterior și-a cerut scuze și s-a distanțat de această petiție.
Goldschmidt a fost expulzat din Rusia în septembrie 2005, dar i s-a permis să se întoarcă în comunitate trei luni mai târziu, după o campanie internațională. În 2010, printr-un ordin special al președintelui Rusiei, Dmitri Medvedev, i s-a acordat cetățenia rusă.
El prezidează Comitetul Permanent al Conferinței Rabinilor Europeni, un grup umbrelă care reunește patru sute de rabini europeni.
În primăvara anului 2009, Goldschmidt a fost cercetător invitat la Davis Center de la Harvard.
În 2011, Goldschmidt a fost ales președinte al Conferinței Rabinilor Europeni de către Comitetul său Permanent.
Pe 27 iulie 2016, Guvernul Republicii Franceze l-a desemnat pe Goldschmidt drept Cavaler al Ordinului Național al Legiunii de Onoare pentru contribuția sa la relațiile dintre Rusia și Franța.
Pe 9 mai 2024 i s-a acordat Premiul Carol cel Mare la Aachen, Germania.
În 2008, Jerusalem Post l-a plasat pe Goldschmidt pe locul 31 în lista sa anuală cu cei cincizeci de cei mai influenți evrei din lume.

## Invaziei rusească în Ucraina
Pe 7 iunie 2022, nora sa, Avital Chizhik-Goldschmidt, a scris pe Twitter că Goldschmidt și soția sa părăsiseră Rusia pentru Ungaria în martie 2022, după ce ar fi refuzat să sprijine public invazia rusă din 2022 în Ucraina. Această afirmație a fost redistribuită și de fiul său, Benjamin Goldschmidt. Totuși, acuzația făcută de Chizhik-Goldschmidt a fost contestată de mai multe surse din comunitatea evreiască din Moscova, inclusiv de serviciul de presă al Sinagogii Corale din Moscova, unde Pinchas Goldschmidt a fost reales rabin-șef al Moscovei în aceeași zi, 7 iunie.
Conform unor surse, după ce a participat la ceremonia de deschidere a Conferinței Rabinilor Europeni din München, pe 30 mai, unde a susținut un discurs critic la adresa războiului, Goldschmidt nu se afla în Rusia la momentul realegerii sale ca rabin-șef al Moscovei. În schimb, locuia permanent în Israel. El a delegat autoritatea rabinului David Yushuvaev, care a fost numit rabin-șef interimar al Moscovei în absența sa. Anterior, Goldschmidt declarase pentru ziarul israelian Yedioth Ahronoth că nu se consideră un rabin exilat, ci „un rabin care nu locuiește în comunitatea sa.” Contactat de Agenția Telegrafică Evreiască, Goldschmidt a refuzat să comenteze sau să răspundă la întrebări despre posibilitatea revenirii sale în Rusia.
Goldschmidt a declarat, într-un interviu acordat pe 7 septembrie 2022 postului internațional Deutsche Welle, că Rusia intră într-o perioadă de izolare profundă și de instaurare a unei noi „Cortine de Fier” între regiuni, ambele acțiuni fiind, în opinia sa, profund imorale. El a recomandat tuturor evreilor care trăiesc în Rusia să părăsească țara pentru propria siguranță și securitate. Reflectând, a remarcat că „liniile roșii” dintre autoritarism, democrație și totalitarism pot fi fundamental neclare, dar ele există, iar țara sa merge într-o direcție negativă.
Având în vedere rolul său de a vorbi în beneficiul comunității evreiești, Goldschmidt a menționat că a devenit o țintă pentru amenințări personale de violență din partea extremiștilor antisemiti.